# Melissa McBride
Melissa McBride (Lexington (Kentucky), 23 mei 1965) is een Amerikaans actrice. Ze is het bekendst van haar rol van Carol Peletier in de televisieseries The Walking Dead en The Walking Dead: Daryl Dixon.

## Filmografie

### Film
- 1995: Mutant Species, als moeder van Tiffany
- 2002: The Dangerous Lives of Altar Boys, als Mrs. Doyle
- 2006: Nailed!, als verschillende personages
- 2007: The Promise, als Stacey Johnson
- 2007: The Mist, als vrouw
- 2007: Lost Crossing, als Sheila
- 2008: Delgo, als Miss Stutley (stemrol)
- 2014: The Reconstruction of William Zero, als Dr. Ashley Bronson
- 2016: The Happys, als Krista

### Televisie
- 1993: Matlock, als Darlene Kellogg
- 1994: In the Heat of the Night, als verslaggever
- 1995: American Gothic, als Holly Gallagher
- 1995: Her Deadley Rival, als Ellie
- 1996: Profiler, als Walker Young
- 1996: A Season in Purgatory, als Mary Pat Bradley
- 1997: Walker, Texas Ranger, als Dr. Rachel Woods
- 1997: Close to Danger, als Natalie
- 1997: Any Place But Home, als Brett
- 1998: Dawson's Creek, als Nina
- 1999: Nathan Dixon, als Janine Keach
- 1999: Pirates of Silicon Valley, als Elizabeth Holmes
- 2003: Dawson's Creek, als Melanie
- 2008: Living Proof, als Sally
- 2010-2022: The Walking Dead, als Carol Peletier
- 2013: Conan, als Carol Peletier
- 2017: Robot Chicken, als Carol Peletier (stemrol)
- 2018: Fear the Walking Dead, als Carol Peletier
- 2023-heden: The Walking Dead: Daryl Dixon, als Carol Peletier